# Владісловас Мікучяніс
Владісловас Мікучяніс (лит. Vladislovas Mikučianis, 9 липня 1913, Санкт-Петербург — 25 січня 2000, Вільнюс) — литовський архітектор, лауреат Державної премії Литовської РСР (1984).

## Біографія
У 1937 році закінчив Ленінградський інститут інженерів комунального будівництва (нині — СПбДАБУ). У 1937—1944 роках працював у Ленінградському інституті проектування міського будівництва.
У 1945 — 1962 роках займав посаду головного архітектора Вільнюса. Був членом-кореспондентом Академії будівництва та архітектури СРСР (1956—1964). У 1949 — 1992 роках викладав в Художньому інституті Литовської РСР (з 1990 року Вільнюська художня академія), в 1963—1984 роках був завідувачем кафедри інтер'єру та обладнання; професор (1967).

## Проекти
Найважливіші проекти реалізовані у Вільнюсі. Підготував проекти площі І. Черняховського (1946; нині площа В. Кудіркос), площі Леніна (1952; нині Лукішська площа), скверу П. Цвірки (1959) і проекти архітектурних частин пам'ятників Черняховському, Леніну, Цвірко. Розробляв (спільно з іншими авторами) генеральні плани Вільнюса (1953, 1967).
За його проектами побудовані будівлі Російського драматичного театру Литви (1947; у 2000 році розібрано), навчальний корпус Художнього інституту Литовської РСР (спільно з архітекторами Вітаутасом Бредікісом і Вітаутасом Насвітісос, 1981).